# Fahrnau
Das Dorf Fahrnau im Südschwarzwald ist seit 1971 ein Stadtteil der baden-württembergischen Stadt Schopfheim. Fahrnau liegt nordöstlich der Schopfheimer Innenstadt.

## Geologie
Das alte Dorf hat sich in der Talebene, auf den Schottern der Wiese zwischen dem Entegast, damit dem Weitenauer Bergland, und dem Dinkelberg angesiedelt und sich auch bis heute fast nur im Talraum entwickelt. Die bereits in der letzten (Würm-)Kaltzeit deponierten Wiese-Schotter sind durchgehend mit nacheiszeitlichem Lehm und Sand überdeckt. Um Ehner Fahrnau ist die Talebene etwas erhöht; hier wurden die Schotter nacheiszeitlich weniger intensiv abgeräumt.
Die Gemarkung greift nur wenig auf die rechte Flussseite über, der Osthang des Entegasts gehört bereits zum Schopfheimer Bann. Somit hat Fahrnau, anders als die rechtsseitigen Wiesentalorte von Schopfheim bis Hauingen, keinen Anteil mehr am Weitenauer Bergland mit seinen auf Rotliegendschichten lagernden Buntsandsteintafeln (Entegast, Scheinberg usw.). Allerdings sind Mooshalde und Langenfirst, die dem Dinkelberg zugerechnet werden, wie der Entegast eine Buntsandsteinplatte, an deren Westrand, durch eine NS-Verwerfung bedingt, das Oberrotliegende ansteht. Dessen rotbraunen Sedimente sind bereits im Erdaltertum (vor 275-269 Mio. Jahren) als Abtragungsschutt eines Gebirges entstanden. Der vorwiegend rötliche Buntsandstein ist ein (vor etwa 260-252 Mio. Jahren) unter wüstenartigen Klimabedingungen entstandenes Schwemmlandsediment.
Der Verlauf des Schlierbachs ist wohl durch eine SW-NO ziehende Verwerfung vorgezeichnet. Südlich von ihr, im südwestlichen Teil der Gemarkung (Hühnerberg, Bellen, Allmendrütte, Gurgel), erscheinen über einem niedrigen Buntsandsteinsockel die im Dinkelberg dominierenden Kalke und Mergel des Muschelkalks. Diese wurden vor 247-241 Mio. Jahren in einem Flachmeer abgesetzt. Das landwirtschaftlich nutzbare Muschelkalkgebiet ist weitgehend waldfrei, während die Buntsandstein- und Rotliegendböden dem Wald überlassen wurden. Wo diese auf dem Langenfirst von Lösslehm überdeckt sind, wurde aber auch hier gerodet.
Unterhalb Fahrnau veranlasste eine W-O verlaufende Verwerfung die Wiese zum Abschwenken nach W. Die Annahme, die Wiese habe ursprünglich über den Dinkelberg den Hochrhein bei Schwörstadt erreicht, gilt heute als unwahrscheinlich. Dass der jetzige Talraum schon in der vorletzten Kaltzeit (Risskaltzeit) bestand, beweisen alte Schotterreste unter Lösslehm, die sich am Dinkelberghang vom Hühnerberg bis zum Schopfheimer Sengele um die 20 m über der Schnellstraße erhalten haben.
Fahrnau, liegt zwischen der Buntsandsteinlandschaft der Weitenauer Vorberge und dem Muschelkalkplateau des Dinkelbergs, damit in der südlichen Vorbergzone des Schwarzwaldes. Als der Schwarzwald ab dem Pliozän verstärkt aufstieg, verharrte die ganze Schopfheimer Bucht (=Dinkelberg und Weitenauer Bergland), in geschützter Tieflage, so dass hier nördlich der vorderen Wiese der Buntsandstein, südlich davon, auf dem tiefer lagernden Dinkelberg sogar noch Muschelkalk, Keuper und in kleinen Resten Unterjura der Abtragung entgingen.

## Geschichte

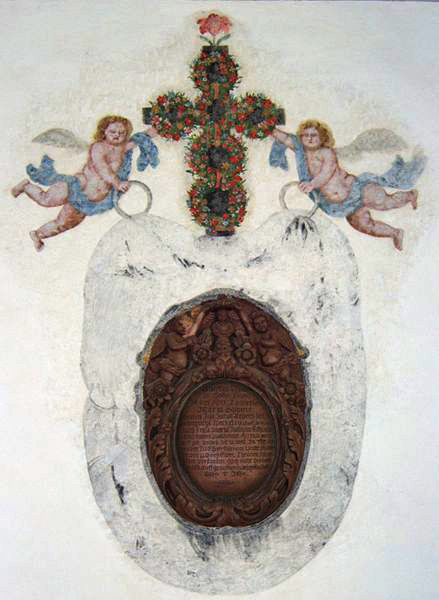
Holztafel mit Inschrift in der St.-Agathen-Kirche, um 1720

Als erste urkundliche Erwähnung Fahrnaus wird oft die Schenkung des Edelherren Walcho von Waldeck an das Kloster St. Blasien im Jahr 1113 angegeben. Allerdings erscheint der Name, gemeinsam mit Raitbach, auch in einer zwischen 1086 und 1108 datierten Schenkung. Umstritten ist, ob dies als urkundliche Erwähnung gelten kann.
Bereits 1186 ist in Fahrnau eine der heiligen Agatha geweihte Kirche nachgewiesen. Das Kirchspiel Fahrnau unterstand damals dem Bistum Konstanz und umfasste auch Raitbach, Kürnberg und Schlechtbach. Kurz vor der Reformation verlor die Pfarrei Fahrnau ihre Selbstständigkeit und wurde dem Kirchspiel Schopfheim zugeschlagen. Erst 1920 wurde Fahrnau wieder eine selbstständige protestantische Pfarrei.
Obwohl es der Name vermuten lässt, steht das im 15./16. Jahrhundert erbaute Schloss Ehner-Fahrnau (nach anderer Schreibung auch Ehner Fahrnau) nicht in Fahrnau, sondern am rechten Ufer des Flusses Wiese auf Schopfheimer Gemarkung (alemannisch: ehne – jenseits) . Erbaut wurde es im Auftrag des Klosters St. Blasien. Spätere Eigentümer waren J.B. Pauli, die Familie Grether und die Familie von Roggenbach.
Bis etwa 1500 gehörten die Gemarkungen Kürnberg und Raitbach zur Gemeinde Fahrnau. Danach wurde Raitbach selbständige Gemeinde, mit Kürnberg als zugehöriger Gemarkung.
Im 19. Jahrhundert wurde Fahrnau zum Arbeiterdorf, in dem sich Arbeiter aus Schwarzwalddörfern ansiedelten, die in der lokalen Industrie (Textil, Schuhfabrik Krafft) Arbeit suchten. Die Bevölkerungszahl verzehnfachte sich so von 1813 (ca. 200 Einwohner) bis 1910 (ca. 2000 Einwohner).
Am 1. Oktober 1934 wurde die Gemarkung Kürnberg wieder der Gemeinde Fahrnau angegliedert.
Zum 1. Juli 1971 erfolgte im Hinblick auf die bereits eingeleitete Gemeindereform die freiwillige Eingemeindung von Fahrnau und dessen damaligem Ortsteil Kürnberg in die Stadt Schopfheim.

## Politik
Als einziger Schopfheimer Stadtteil hat Fahrnau auf die Einrichtung eines Ortschaftsrates verzichtet.

### Wappen
„In Silber ein roter Dreiberg, auf dessen mittlerer Kuppe vier grüne Farnwedel.“
Es handelt sich bei dem 1905 angenommenen und 1956 modifizierten Wappen um ein sprechendes Wappen, da es auf den vermuteten Ortsursprung („In einer Aue wachsendes Farnkraut“) hinweist.

### Bürgermeister
1837–1971 wurde Fahrnau von einem Bürgermeister als gewähltem Oberhaupt der Gemeinde geleitet. Die Wahl erfolgte in diesem Zeitraum teilweise direkt durch die Einwohner, den Bürgerausschuss oder den Gemeinderat. Während der nationalsozialistischen Herrschaft wurden die Bürgermeister nicht gewählt, sondern ernannt. 
Louis Krafft und Emil Faller nahmen das Amt mit jeweils 25 Dienstjahren am längsten wahr.
| Amtszeit  | Name (Beruf)                     |
| --------- | -------------------------------- |
| 1837–1844 | Tobias Kramer                    |
| 1844–1852 | Nikolaus Krafft (Getreidemüller) |
| 1852–1861 | Jakob Friedrich Bühler           |
| 1861–1870 | Karl Friedrich Greiner           |
| 1870–1873 | Jakob Friedrich Bühler           |
| 1873–1883 | Louis Krafft (Getreidemüller)    |
| 1883–1889 | Wilhelm Kuhny                    |
| 1889–1904 | Louis Krafft (Getreidemüller)    |
| 1904–1909 | Georg Greiner                    |
| 1909–1919 | Louis Krafft (Getreidemüller)    |
| 1919–1928 | Johann Albiez                    |
| 1928–1938 | Ernst Scherr                     |
| 1938–1945 | Ernst Ritter                     |
| 1945–1969 | Emil Faller                      |
| 1969–1971 | Walter Brutschin                 |

## Siedlungsstruktur
Fahrnau weist die typische Siedlungsstruktur eines ehemaligen Haufendorfs auf. Das historische Zentrum wird durch eine unregelmäßige Bebauung und Straßenführung, seinem Dorf- beziehungsweise Kirchplatz neben der Kirche und einigen verbliebenen Bauernhöfen geprägt. Eine restaurierte Weberei erinnert an die Industriearchitektur um die Wende zum 20. Jahrhundert hin.

## Bevölkerung

### Einwohner
Die Zahl der Einwohner Fahrnaus entwickelte sich wie folgt: In Fahrnau leben gut 20 % der Einwohner der Stadt Schopfheim.
| Jahr | Einwohner |
| ---- | --------- |
| 1852 | 302       |
| 1871 | 575       |
| 1880 | 955       |
| 1890 | 1513      |
| 1900 | 1939      |
| 1910 | 2204      |
| 1925 | 2016      |
| 1933 | 1968      |

| Jahr | Einwohner |
| ---- | --------- |
| 1939 | 1887      |
| 1950 | 2225      |
| 1956 | 2349      |
| 1961 | 2433      |
| 1970 | 3010      |
| 1999 | 4319      |
| 2011 | 4046      |
| 2023 | 4108      |

### Religion
Durch die Zugehörigkeit zur Markgrafschaft Baden-Durlach wurde die Reformation 1556 auch in Fahrnau eingeführt, so dass der Ort auch heute noch vorwiegend evangelisch geprägt ist. Aufgrund der Entwicklung der Industrie in der 2. Hälfte des 19. Jahrhunderts kam es zu einem Zuzug katholischer Arbeitskräfte aus dem Schwarzwald.
Die Zugehörigkeit zu den Religionsgemeinschaften verteilte sich in der Vergangenheit wie folgt:
| Religionszugehörigkeit in Fahrnau | Religionszugehörigkeit in Fahrnau | Religionszugehörigkeit in Fahrnau | Religionszugehörigkeit in Fahrnau |
| Jahr                              | Religion                          | Religion                          | Religion                          |
| --------------------------------- | --------------------------------- | --------------------------------- | --------------------------------- |
|                                   | evangelisch                       | katholisch                        | sonstige                          |
| 1858                              | 87,7 %                            | 12,3 %                            | 0,0 %                             |
| 1925                              | 76,7 %                            | 21,4 %                            | 1,9 %                             |
| 1950                              | 71,6 %                            | 24,0 %                            | 4,5 %                             |
| 1961                              | 70,9 %                            | 24,9 %                            | 4,2 %                             |
| 1970                              | 64,1 %                            | 29,4 %                            | 6,5 %                             |

## Kultur und Sehenswürdigkeiten

### Bildung
In Fahrnau befindet sich die Grundschule Fahrnau, die als Grundschulfremdsprache Französisch anbietet. Es gibt dort auch mehrere Kindergärten (Kita Hintermatt, Waldorfkindergarten Auenland, Kita Bremt).

### Vereine
Es herrscht ein reges Vereinsleben in Fahrnau. Neben Sport- und Musikvereinen sind insbesondere mehrere fasnächtliche Vereine in Fahrnau tätig. Der FV Fahrnau wurde 1921 gegründet.

### Bauwerke

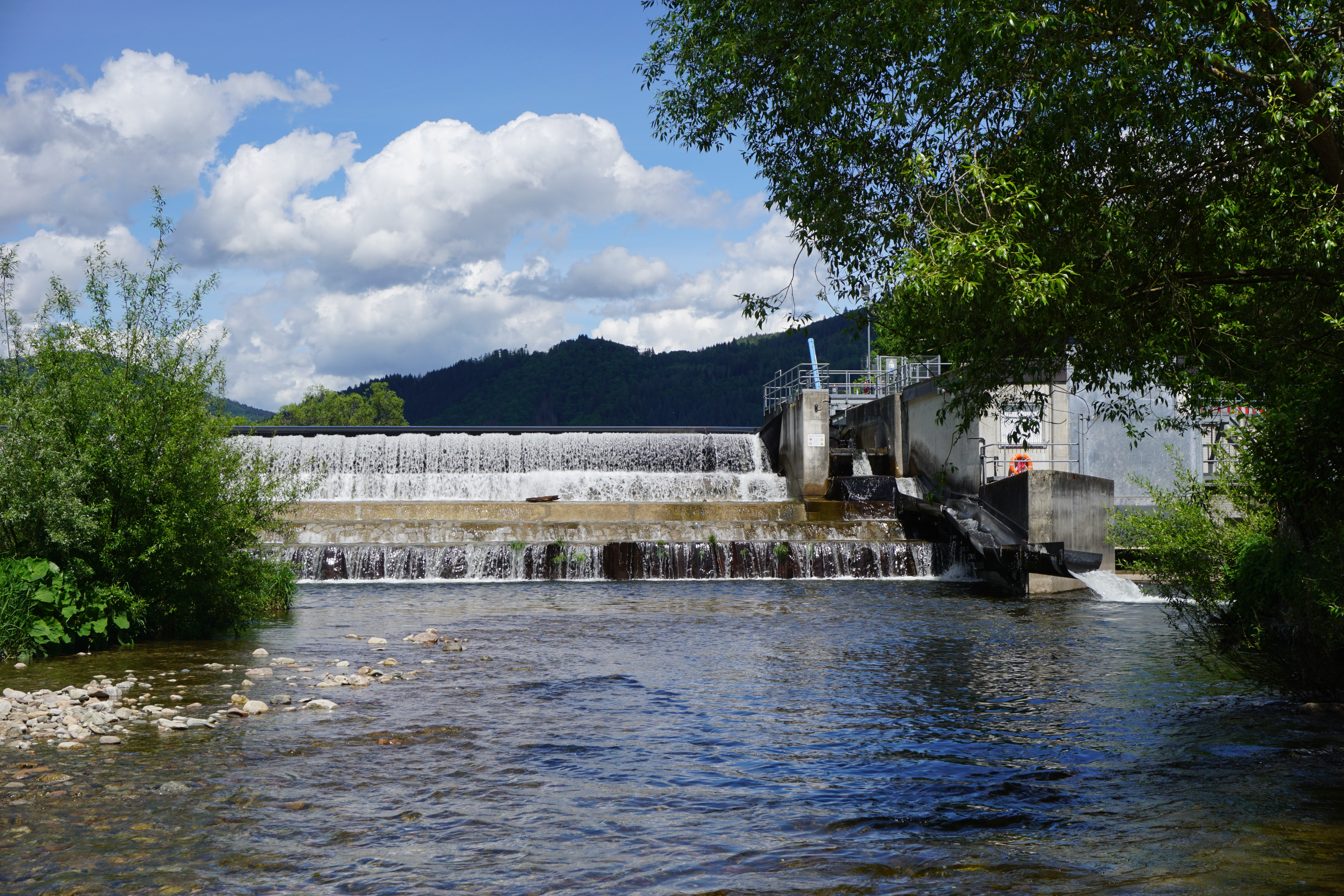
Laufwasserkraftwerk Fahrnau (erbaut 2001–2002)

Bei Fahrnau am Fluss Wiese befindet sich ein am 17. Juli 2002 eröffnetes Wasserkraftwerk. Es ist auf eine Leistung von 420 Kilowatt und eine Jahresarbeit von rund 2,2 Millionen Kilowattstunden ausgelegt.
Im alten Ortskern steht die ehemalige evangelische Kirche St. Agathe aus dem 15. Jahrhundert. Südlich befindet sich die moderne Matthäuskirche aus den 1960er Jahren. Die katholischen Gemeindemitglieder bauten in den 1950er Jahren eine alte Fabrikhalle zur Kirche Unbefleckte Empfängnis Mariä um.

## Persönlichkeiten
- Emil Faller (1904–1978), NS-Verfolgter und Nachkriegs-Bürgermeister der Gemeinde Fahrnau (1945–1969)
- Hanspeter Scherr (1928–1983), Komponist und Chorleiter